# Markel Beloki
Beloki  Fernandez est un nom espagnol. Le premier nom de famille, en général paternel, est Beloki ; le second, en général maternel, souvent omis, est Fernandez.
Markel Beloki, né le 27 juillet 2005 à Vitoria-Gasteiz, est un coureur cycliste espagnol.

## Biographie
Markel Beloki Fernandez est le fils de Joseba Beloki. Né à Vitoria-Gasteiz, il découvre le cyclisme en compagnie de son père et intègre un club à l'âge de 12 ans. Membre de la formation MMR Cycling Academy, il participe durant l'hiver 2022-2023 à un stage de six jours au sein de l'équipe World Tour Movistar. Selon Patxi Vila, il y montre des qualités similaires à celles de son père, de type grimpeur, endurant et pouvant viser des classements généraux.
En 2023, il remporte plusieurs victoires sur des courses espagnoles juniors, dont le titre national en contre-la-montre ainsi que la deuxième place sur route. Sélectionné pour les championnats du monde et d'Europe juniors, il obtient comme meilleur résultat la septième place du contre-la-montre. En septembre, l'équipe World Tour américaine EF Education-EasyPost annonce le recrutement de Beloki pour 2024.

## Palmarès
- 2022
  - 2e étape de la Vuelta a la Montaña Central de Asturias (contre-la-montre par équipes)
  - 1re étape de la Bizkaiko Itzulia
  - Subida a Opakua
  - 3e de la Bizkaiko Itzulia
- 2023
  -  Champion d'Espagne du contre-la-montre juniors
  - Trofeo Ayuntamiento de Guijuelo
  - Memorial Chely Álvarez
  - Mendatako Sari Nagusia
  - 1re étape de la Bizkaiko Itzulia
  - 1re étape de la Vuelta Junior a la Ribera del Duero
  - Beasaingo Proba
  - 2e du Trofeo Monte Llosorio
  - 2e du championnat d'Espagne sur route juniors
  - 2e de la Vuelta Junior a la Ribera del Duero
  - 3e de la Bizkaiko Itzulia
  - 7e du championnat d'Europe du contre-la-montre juniors
- 2024
  - 2e du championnat d'Espagne du contre-la-montre
- 2025
  - Tour Alsace : 
    - Classement général
    - 3e étape